# Прахова, Елена Адриановна
Елена Адриановна Прахова (Лёля) (1871—1948) — дочь Адриана Прахова и Эмилии Праховой, несостоявшаяся невеста Михаила Нестерова и модель его работ, вышивальщица.
Автор плащаницы во Владимирском соборе (по эскизу В. М. Васнецова), образов архангелов Михаила и Гавриила (по эскизу М. В. Нестерова), ряда произведений по мотивам картин В. А. Котарбинского.

## Отношения с Нестеровым
Художник познакомился с дочерью Прахова — руководителя оформлением внутреннего убранства Владимирского собора в Киеве, после того, как получил предложение участвовать в росписи этого храма и переехал туда на постоянное место жительства.
В своих воспоминаниях он пишет о первой встрече: «Напротив Праховой [матери] за самоваром сидела, разливая чай, девушка лет шестнадцати-семнадцати, тоже некрасивая, худенькая, на редкость привлекательная. Это была старшая дочь Праховых Леля. Она как-то просто, как давно-давно знакомая, усадила меня около себя, предложила чаю, и я сразу и навсегда в этом шалом доме стал чувствовать себя легко и приятно. Леля, благодаря своему милому такту или особому уменью и навыку обращаться в большом обществе с людьми разными, всех покоряла своей доброй воле и была общей любимицей».

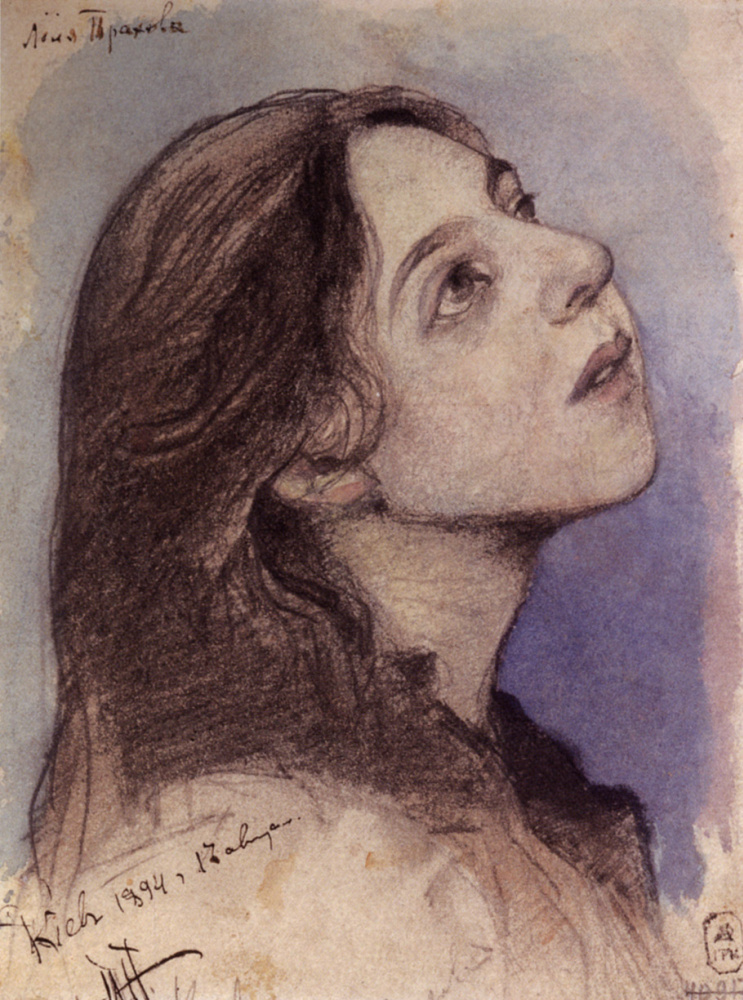
Лёля Прахова. Эскиз для «Святой Варвары»

Он выбрал её в качестве модели для «Святой Варвары» в росписи собора (см. ниже).
Нестеров писал, что Лёля была человеком, хорошо понимавшим его: «Ту область моей души или духа, которая и была источником моего творчества, „Варфоломея“, „Димитрия-царевича“ и других моих картин, тот уголок моей природы, моей творческой души знали очень немногие — двое, трое. Знала о ней покойная мать, догадывалась Лёля Прахова…».
2 июля 1897 года Нестеров писал Турыгину о ней: «…эта прекрасная девушка, с которой я взял когда-то тип своей великомученицы Варвары и был недалек от того, чтобы влюбиться в нее и связать ее судьбу со своей. Теперь, к сожалению, это поздно, все хорошо в своё время… Но что мечтать о том, что несбыточно». На следующий год: «Если бы мне было суждено когда-либо жениться вторично, то никого бы я не желал иметь своей женой, кроме этой талантливой и необычайно доброй и чистой душой девушки. Но… увы и ах!»
В 1899 году, «после десятилетней дружбы», он всё-таки сделал ей предложение. Оно было принято, но вскоре помолвка расстроилась. Это не помешало им на всю жизнь сохранить дружеские отношения.
Почему свадьба не состоялась, не очень ясно. 

Эмилия Львовна [мать Елены] была дамой с придурью. (...) Она была довольно властным человеком — эдакая домашняя Салтычиха. Эмилия Львовна испортила жизнь своей дочери Елене. В неё был влюблен тогда малоизвестный художник Михаил Нестеров и даже якобы сделал ей предложение. Но Эмилия Львовна воспротивилась, сказав, что Лёля достойна лучшей партии. В итоге Елена так и не вышла замуж» — Воспоминания внучки А. Н. Праховой.
В своих воспоминаниях неудачливый жених так пишет о причинах: «Мое знакомство, близость с Ю.Н.У., предстоящее рождение дочери Веры и многое другое настолько осложнило дело, что свадьба как-то сама собой разошлась, что не помешало нам с Еленой Адриановной остаться друзьями на всю жизнь». Речь идёт о его внебрачной связи с Юлией Урусман, которая была в этот момент от него беременна (позже у них будет ещё двое внебрачных детей). Разумеется, такие обстоятельства Праховым явно не могли понравиться.
14 лет спустя после несостоявшейся свадьбы Нестеров в письме к дочери так писал об экс-невесте: «…Как часто (и все чаще и чаще) я вспоминаю Лёлю -этот источник поэзии и истинного художественного] вдохновения. Она старенькая, с обручиком на немногих седеньких оставшихся волосах (помнишь, какие были пышные?) сидит себе посейчас, а около нее идет жизнь, и догорающие лучи былой Лёли еще греют тех, на кого они упадут…» (27 января 1913 года).

### «Святая Варвара»

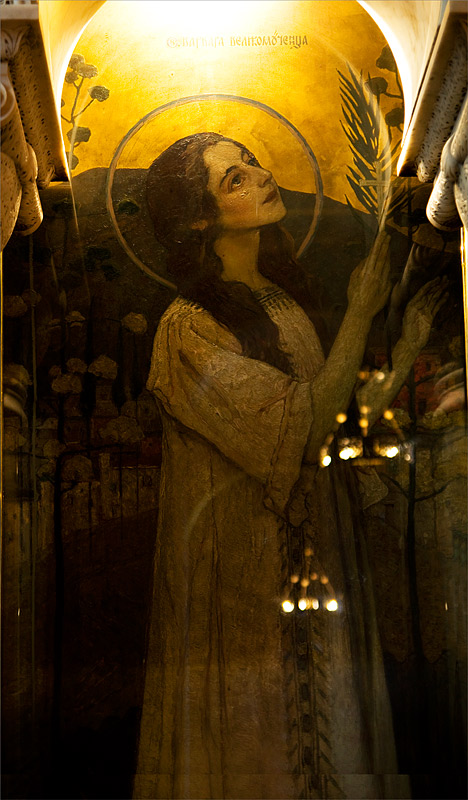
«Святая Варвара» во Владимирском соборе

«Художник находил ее талантливой, необычайно чистой и доброй и выбрал ее в качестве модели для образа святой Варвары в соборе. Но в результате сходство святой и Лёли оказалось так велико, что одна из высокопоставленных киевских дам заявила: „Не могу же я молиться на Лёлю Прахову!“. От Нестерова потребовали переписать образ, и ему пришлось изменить позу и лицо святой». Кампанию против «Святой Варвары» возглавила графиня Софья Сергеевна Игнатьева жена киевского генерал-губернатора А. П. Игнатьева. Нестеров рассказывал, что вице-губернатор Федоров, стоявший тогда во главе комитета и хорошо относившийся к Нестерову, вынужден был передать ему, что комитет требует переписать голову Варвары, уничтожив сходство с Е. А. Праховой.

«Голова св. Варвары… была ненавистна киевским дамам, и они добились, чтобы меня вынудили ее переписать. С огромным трудом удалось Васнецову уговорить меня сделать эту уступку… Конечно, голова Варвары после этого потеряла то, что меня в ней радовало. Это была самая крупная неприятность, какую я имел за время росписи Владимирского собора» (Михаил Нестеров).

#### Уничтоженное «Чудо»
Взамен Нестеров летом того же 1894 года задумал написать картину по первоначальному замыслу «Варвары»: «усеченная глава Варвары покоится на земле, и широко раскрытые очи ее блаженно взирают на небо, а коленопреклоненное тело Варвары в белых одеждах еще продолжает простирать руки навстречу мученическому венцу, ниспускающемуся с высоты. Некий юноша с благоговением дивится этому „чуду“, происходящему на фоне горного южного пейзажа». Картину он назвал «Чудо». Он написал её в Уфе летом 1895 года, однако показал лишь в 1898 году.
Картина появилась в 1898 году на «Выставке русских и финляндских художников», организованной Дягилевым, привлекла сильное внимание — её взяло на выставку Мюнхенское художественное общество «Secession». Перед отправкой картины на выставку Нестеров ещё поработал над ней. Затем её показали в Дюссельдорфе и на Всемирной выставке в Париже (за «Чудо» и «Под благовест» он получил серебряную медаль).

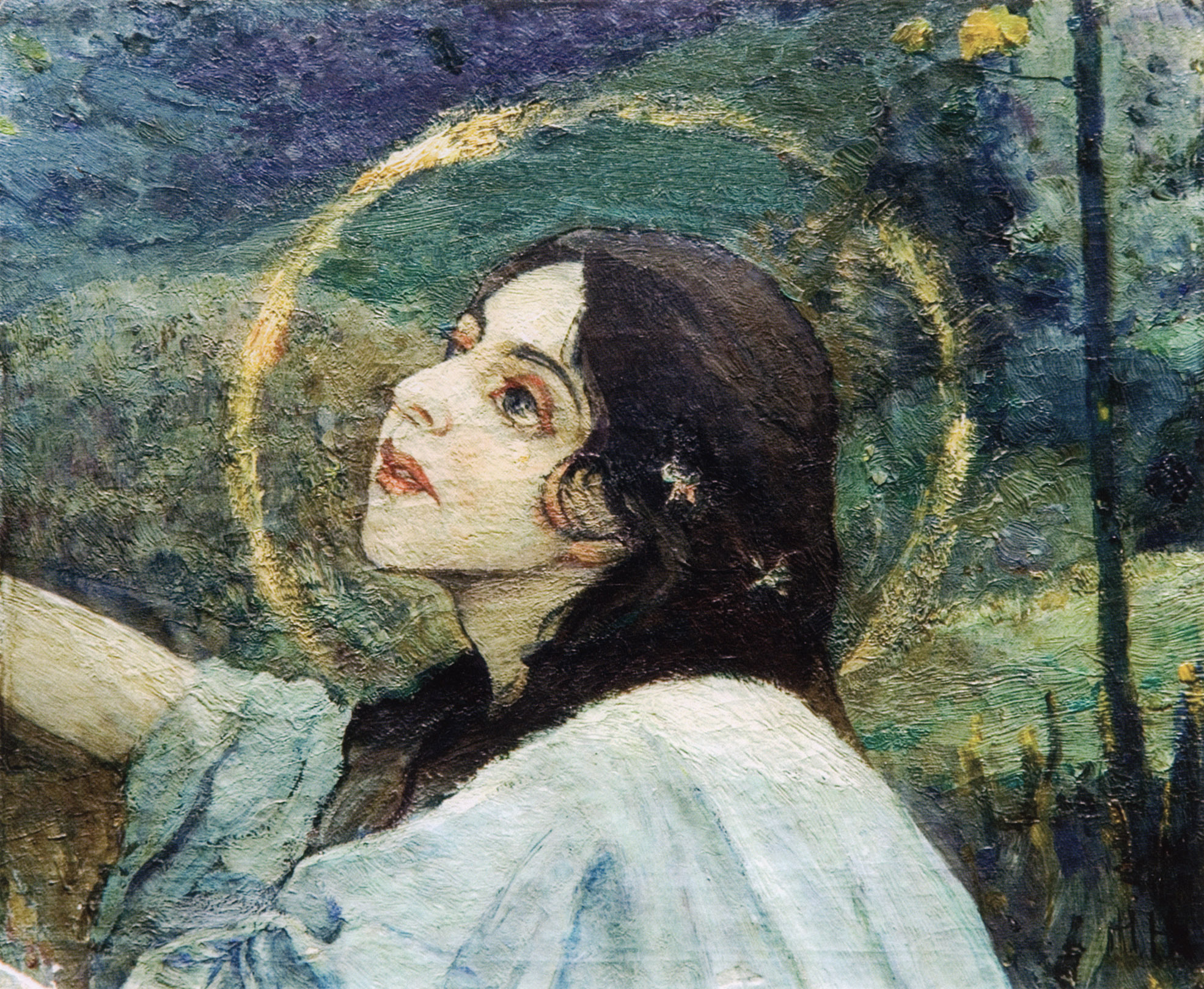
Уцелевший фрагмент «Чуда» с головой святой Варвары

Все это время Нестеров продолжал работать над ней — всего работа заняла 27 лет. В 1923 году, когда «Чудо» решили на выставку советских художников в Северную Америку, Нестеров писал Турыгину: «Я даю переписанное „Чудо“ под названием „Святая Варвара“; теперь и прежде разница та, что прежде у Варвары голова валялась на земле, сейчас она на плечах; а тебе из опыта известно, что куда лучше, когда голова на плечах». Но это резкое усиление реалистического элемента не удовлетворило художника.
С. Н. Дурылин свидетельствует, что 22 июля 1942 года на его вопрос о судьбе «Чуда» художник ответил: «После американской выставки картина была мною уничтожена, и на ее холсте в разное время написаны небольшие этюды. Этим все и кончилось». От картины уцелели лишь фигура юноши и голова Варвары.

## У других художников
Художники, работавшие вместе с Нестеровым над росписью Владимирского собора в Киеве, тесно общались с семьёй критика Адриана Прахова (идеолога росписей собора). Его дочь Елена, «увлекавшаяся музыкой и изобразительным искусством, была центром этого кружка, Прекрасной Дамой, которой „поклонялись“ кто-то искренне, а кто-то чуть шутливо».
Лёля также изображена на портрете кисти Васнецова — позже использовавшего её образ для «Царевны Несмеяны». «Портрет, написанный Васнецовым, многозначен и наполнен вполне читаемыми символами. Жест руки (легкое касание клавиш рояля) был необходим, дабы подчеркнуть „преображение“ музыкой действительности. За ее спиной — огромный бронзовый пятисвечник, напоминающий те, что украшали синагоги. Чередование вертикалей глубокого синего цвета и золотистых арок создает впечатление храмовой торжественности. Ковер, которым устлан пол, напоминает восточный намазлык для совершения молитв. С другой стороны, сочетание орнаментальности арок и диковинных цветов напольного покрытия ближе к интерьерам викторианского стилям».
Также сохранился её портрет работы Александра Мурашко, (который также писал её сестру Ольгу («Мак»).

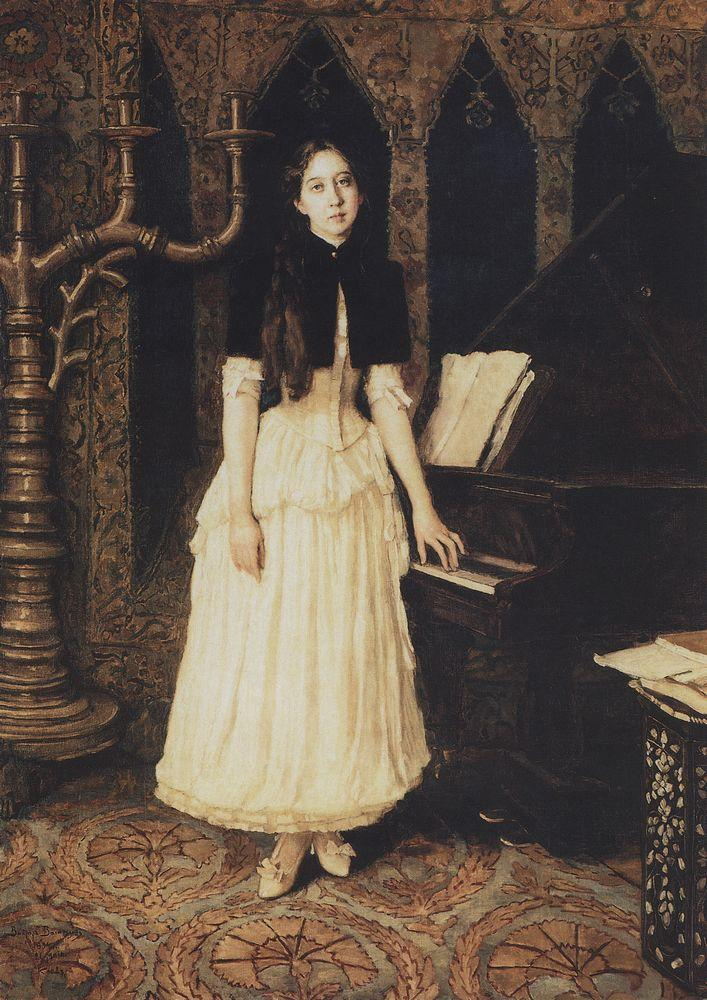
Портрет кисти Васнецова (1894)
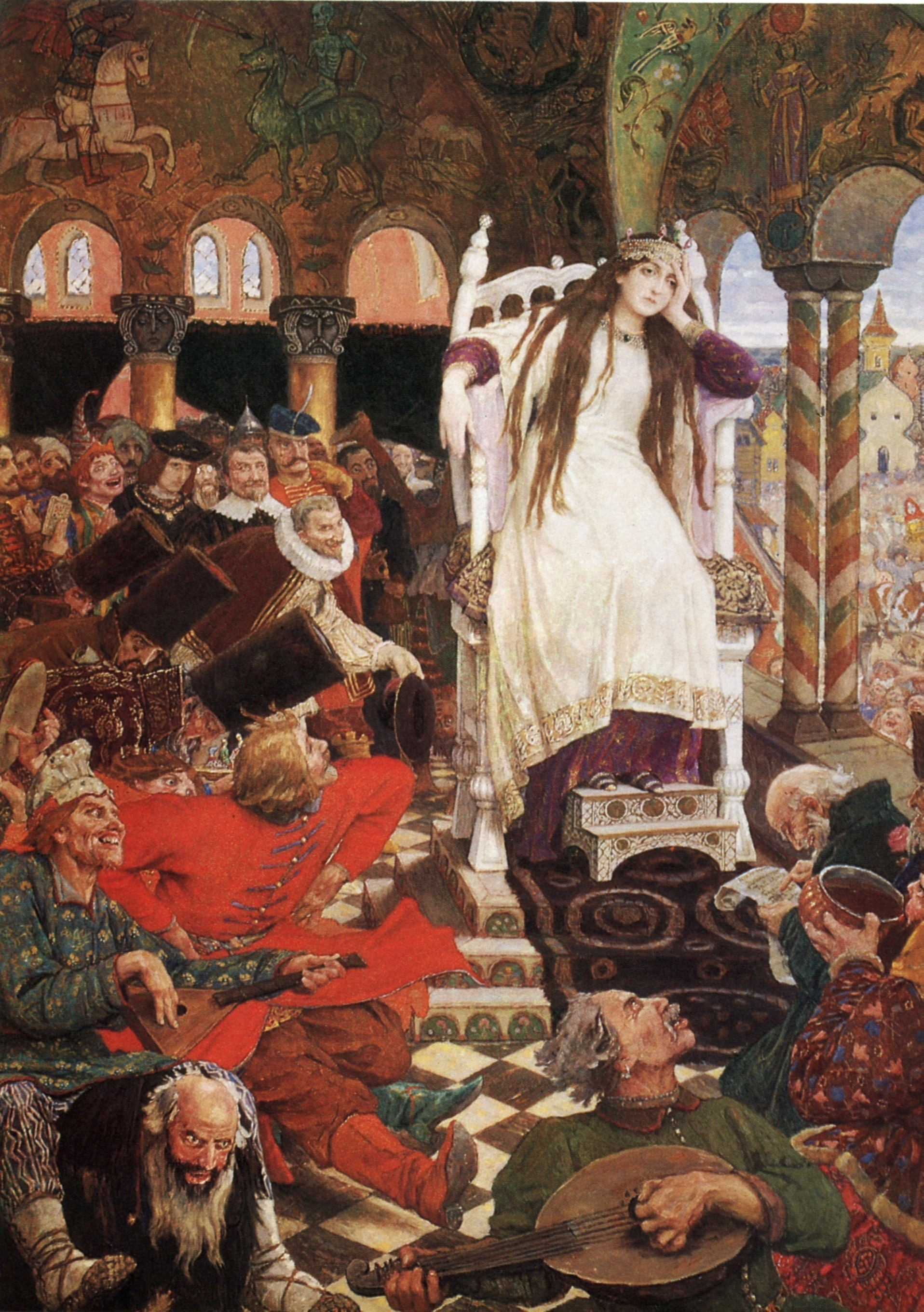
Васнецов. «Царевна Несмеяна»
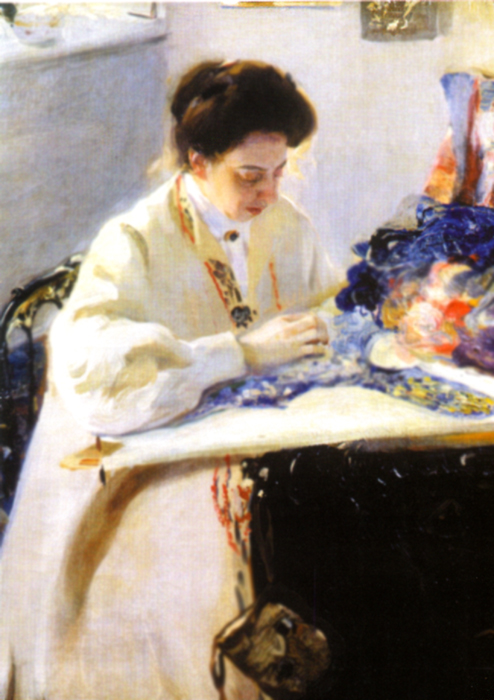
Портрет кисти Мурашко
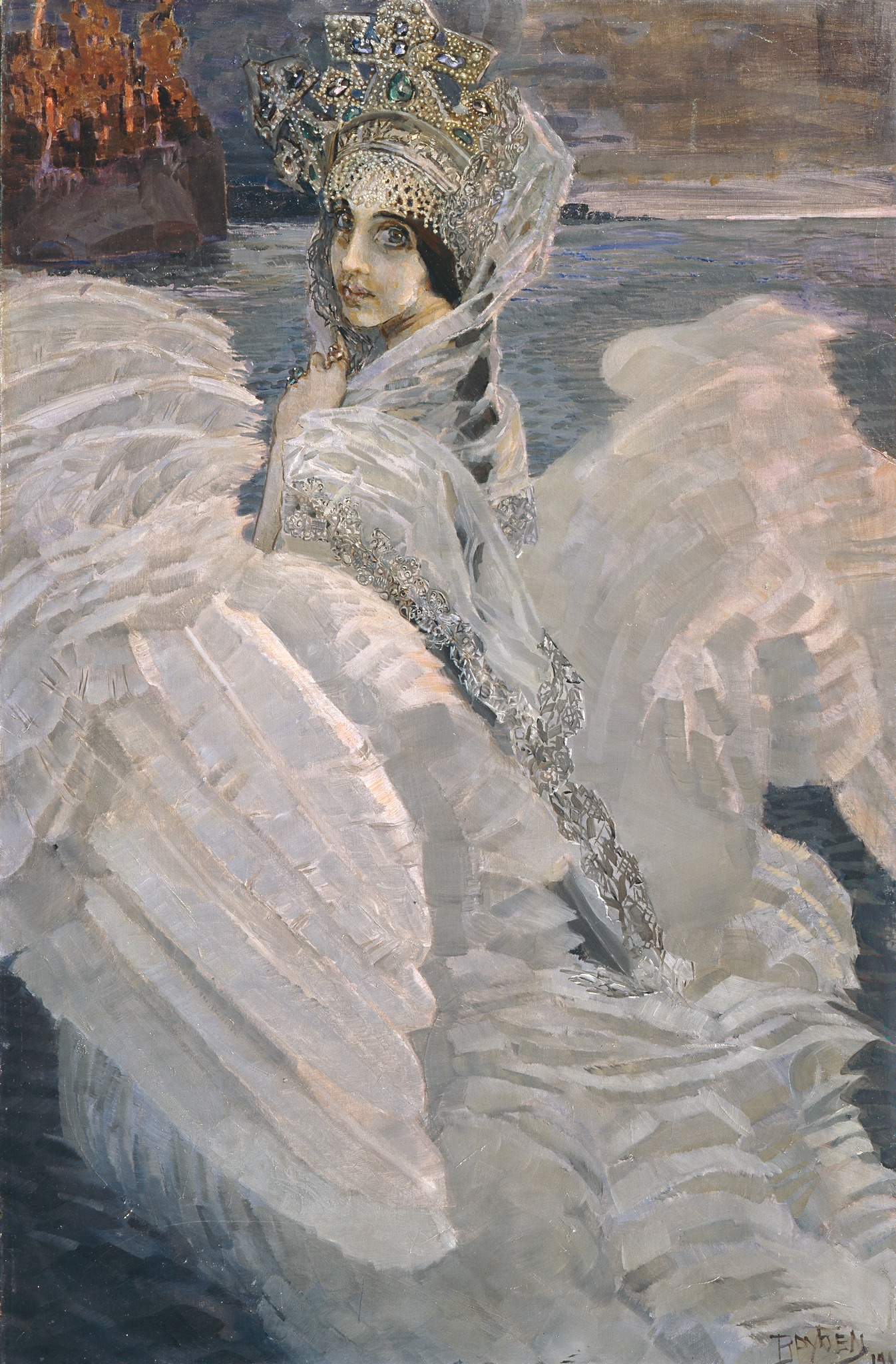
Врубель. «Царевна-Лебедь»

Врубель был влюблён в её мать Эмилию и также использовал её и маленькую Ольгу в качестве моделей (Богоматерь с младенцем (Врубель)). Считается, что «Царевна-Лебедь» Врубеля — изображение его жены Надежды Забелы в оперной роли, однако «никаких прямых связей со сценической трактовкой „Царя Салтана“ в картине нет, и сама царевна даже не похожа на Н. И. Забелу — совсем другое лицо, в отличие от „Морской Царевны“, где портретное сходство несомненно. Н. А. Прахов находил в лице Царевны-Лебедь сходство с его сестрой, Е. А. Праховой. Вероятнее всего, Врубель придумал лик Царевны, в котором отдалённо отразились и слились черты и его жены, и дочери когда-то любимой им женщины, а может быть, и ещё чьи-то».

## Вышивальщица

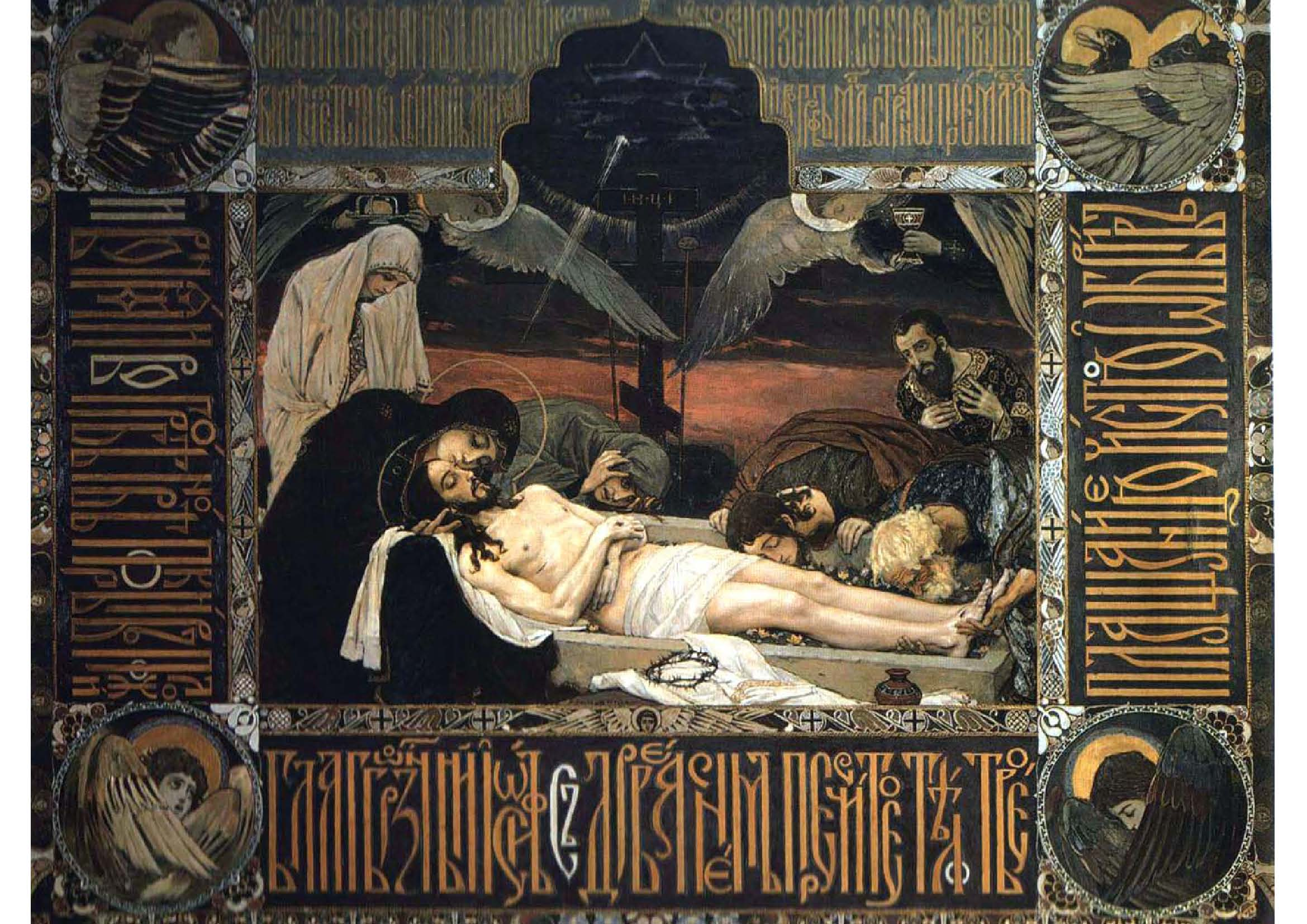
В.Васнецов. Плащаница для Владимирского собора в Киеве. 1901

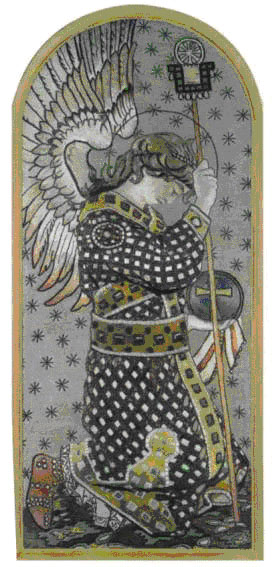
Архангел. Вышивка Е.Праховой по рисунку Васнецова, 1892

Плащаница для Владимирского собора была вышита по рисунку Виктора Васнецова. Всю вышивку шёлком и серебром выполнила Елена Прахова.
Нестеров писал в 1897 году: «Да! это дивная вещь! со времен „благочестивых княгинь“ еще не было ничего подобного у нас. Вообще в работе в этой для меня видна чудная мастерица-художница…»
20 августа 1896 г. после освящения Владимирского собора 24-летняя Елена во время экскурсии царской семьи по собору была представлена Николаю II и императрице. Вышитая ею плащаница удостоилась восторженных похвал.
В 1926 году собор был ограблен, а плащаница пострадала: «Грабители сломали раку со стеклом, где лежит плащаница, и вырезали в плащанице два больших куска красного аксамита с религиозными текстами, вышитыми серебром (внизу с левой стороны плащаницы), средний образ — положение во гроб и три боковых медальона (с серафимами) остались целы и только один медальон разрезан ножом. Украшения из искусственных камней и жемчужин также остались целыми. Цель такого грабежа совсем непонятна, потому что материальная ценность вырезанного минимальна. Окружная инспектура составила соответствующий акт и будут приняты меры, чтобы при реставрации не было нарушено художественное произведение. Возможно, что реставрацию будут выполнять под наблюдением Е. А. Праховой, которая и сейчас работает в Киеве». Действительно, Елена восстановила вышитую ею работу.
В 1898 году Нестеров пишет: «Сейчас Леля кончила вышивать мою „Богоматерь“, раньше того была вышита ею „Св. Ольга“ (моя же), а теперь предполагает начать „Св. Варвару“, и на этот раз в подарок мне. Оригинал же этого образа (эскиз) я думаю подарить ей, тем более что мотивом для лица Варвары послужила сама Леля».